# 17789 Carolcarty
17789 Carolcarty è un asteroide della fascia principale. Scoperto nel 1998, presenta un'orbita caratterizzata da un semiasse maggiore pari a 2,590523 UA e da un'eccentricità di 0,096307, inclinata di 12,592301° rispetto all'eclittica. Ha un diametro di 5,137 km.